# 앙드레 프레데릭 쿠르낭
앙드레 프레데릭 쿠르낭(프랑스어: André Frédéric Cournand, 1895년 9월 24일 ~ 1988년 2월 19일)은 프랑스의 생리학자, 의사이다. 1956년에 심장도관술과 순환계의 병리학적 변화에 대한 업적을 남긴 공로로 베르너 포르스만, 디킨슨 W. 리처즈와 함께 노벨 생리학·의학상을 수상했다.

## 수상 경력
- 1949년 : 앨버트 래스커 기초 의학 연구상
- 1956년 : 노벨 생리학·의학상

## 참고 문헌
- Kenéz, J (Nov 1975). “A.F. Cournand, pioneer in respiratory function testing”. 《Orvosi hetilap》 116 (46): 2725–7. PMID 1105289.
- Riley, R L (Oct 1971). “The award of the Trudeau Medal for 1971 (Andre F. Cournand)”. 《Am. Rev. Respir. Dis.》 104 (4): 615–7. PMID 4937533.